# Пголорі
Пголорі (Pronunciationⓘ), також пишеться phulourie або phoulourie, — це закуска індо-карибського походження, яку зазвичай їдять у Тринідаді і Тобаго, Гаяні, Суринамі та інших частинах Карибського басейну. Він складається зі смажених, приправлених спеціями колотого гороху та кульок з борошна, які подають із чатні.

## Огляд
Тісто складається з борошна, меленого колотого гороху, води та спецій. Залежно від рецепта використовується бандганія, часник, перець, куркума, цибуля та/або кмин. Потім формуються кульки з тіста розміром з м'яч для гольфу, які потім обсмажуються. Смажені кульки зазвичай подають із чатні або соуром, у який їх можна занурити, зазвичай тамаринд або манго. Їх також додають до каргі.
Пголорі — це популярна вулична їжа в Гаяні та Тринідаді й Тобаго, яку можна придбати в продуктових візках і на винос. Вона відома в Дебе. Страву привезли в Гаяну, Тринідад і Тобаго і Суринам мігранти з Індії. Ці індійці були завербовані як наймані працівники після того, як рабство було скасовано в 19 столітті, і вони привезли з собою свої місцеві рецепти, які вони змінили відповідно до інгредієнтів, доступних у їх новому домі. Протягом десятиліть місцеві смаки повільно змінювалися, що призвело до індійської частини карибської кухні, відомої сьогодні. Пголорі широко пов'язаний із фестивалем Пгаґвах, який святкують індуїсти.

## У масовій культурі
Однією з найвідоміших пісень Сундара Попо є «Pholourie Bina Chutney Kaise Bani» (переклад. Як можна їсти пголорі без чатні?).